# 孔多爾坎基省
孔多爾坎基省（西班牙語：Provincia de Condorcanqui），是秘魯的省份，位於該國北部亞馬遜大區，首府是聖瑪利亞德涅瓦，成立於1984年5月18日，面積17,865.39平方公里，海拔高度230米，2007年人口43,311，人口密度每平方公里2.42人。
4°34′59″S 77°54′00″W / 4.58306°S 77.90000°W